# 開拓三神
開拓三神（かいたくさんじん）は、北海道神宮など、日本本土ではなく近世や近代以降に大和民族が進出したアジアの地域、いわゆる「外地」に新たに建立された神社に祀られている三柱の神の総称である。
- 大国魂命 - 国土そのものの神霊
- 大己貴命 - 国造りの神
- 少彦名命 - 国造りの協力神

## 開拓三神を祀る主な神社
- 北海道神宮（北海道札幌市中央区） - 他、北海道内には同神宮（または札幌神社）から開拓三神を分祀された神社多数。